# Helikoprion

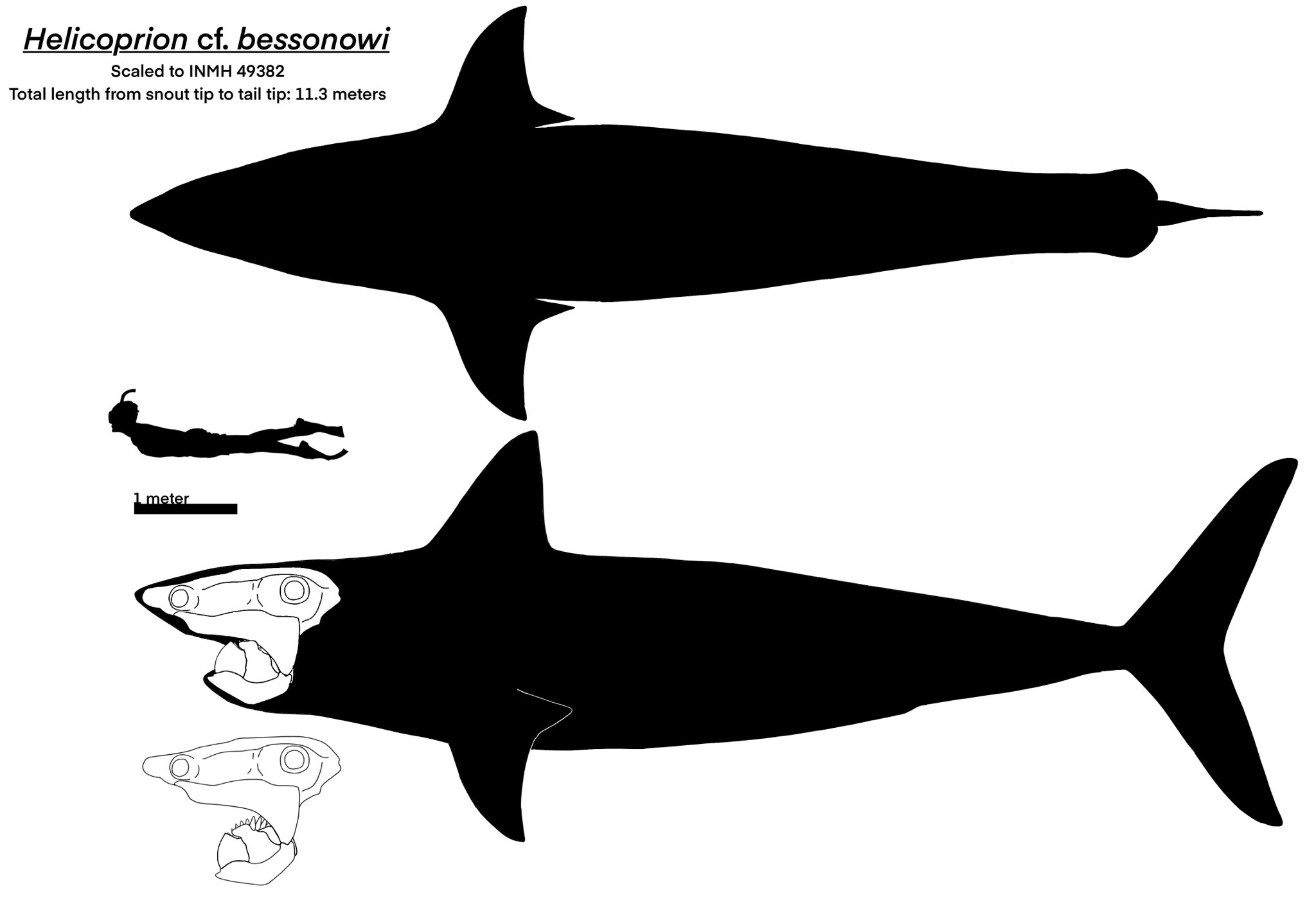
Porównanie rozmiarów gatunku Helicoprion i człowieka

Helikoprion (Helicoprion) – rodzaj wymarłych ryb chrzęstnoszkieletowych z rzędu edestydów (Eugeneodontiformes), zaliczany do rodziny Helicoprionidae. Skamieniałości zaliczane do tego rodzaju spotyka się w skałach z wczesnego permu (cisural – wczesny gwadalup). U tych ryb nie dochodziło do usuwania starych i zużytych zębów, i w trakcie życia zwierzęcia tworzyła się tzw. spirala zębowa. Skamieniałości szkieletu pozaczaszkowego helikopriona nie są znane, a wygląd zwierzęcia pozostaje kwestią spekulacji.

## Budowa
Helikoprion został opisany w 1899 roku. Przez długi czas jego jedynymi odnajdowanymi skamieniałościami były spirale zębowe, w których zęby były przytwierdzone do wspólnego, niesegmentowanego rdzenia w kształcie spirali. Najstarszy, a zarazem najmniejszy ząb znajdował się w centrum spirali i miał kształt haka. Młodsze korony zębów były większe i miały trójkątny kształt. Największa odkryta spirala ma średnicę 56 cm, a w niej największa korona zęba ma długość 14 cm. Niektóre spirale zębowe mają ok. 180 koron zębowych. 

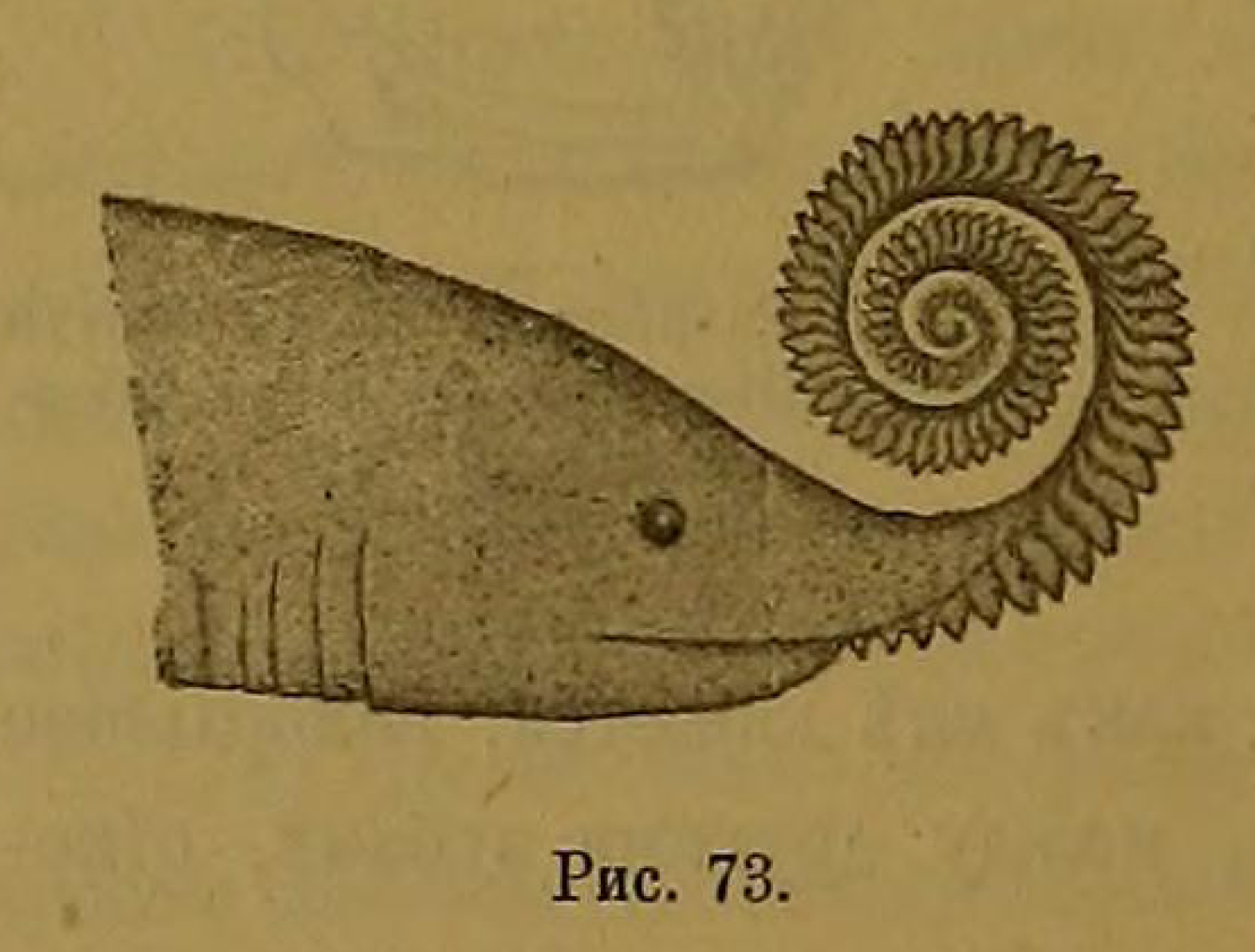
Przestarzała rekonstrukcja helikopriona wg Karpinskiego (1899)

Ponieważ brakowało czaszki, w której spirala była osadzona, pojawiały się różne hipotezy co do jej położenia, np. Karpinski (1899) początkowo umieścił spiralę w górnej szczęce. Eaton (1962) zrekonstruował helikopriona z dwoma spiralami zębowymi – jedną w górnej szczęce i jedną w żuchwie. Hay (1909) uważał spirale zębowe za ząbki skórne, które miały znajdować się na płetwach piersiowych lub na płetwie ogonowej. 
Karpinski (1911, 1915) zasugerował, że spirala zębowa była osłonięta chrząstką. Obruczew (1953) zrekonstruował helikopriona ze zwojami spirali wypełnionymi chrząstką. Obecność chrząstki okrywającej spiralę zębową helikopriona oraz położenie spirali w żuchwie potwierdził Bendix-Almgreen w 1966. Badał on skamieniałości helikopriona odkryte w Idaho, które oprócz spirali zębowych zawierały także fragmenty czaszki. Najlepiej zachowany okaz – IMNH 37899 (znany także jako “Idaho 4”) – zawierał żuchwę, szczękę i chrząstkę okrywającą utworzoną przez chrząstkę Meckela. Jeden z elementów czaszki Bendix-Almgreen uznał za mózgoczaszkę, jednak tomografia komputerowa ujawniła, że jest to część górnej szczęki, interpretowanej przez Tapanila i współpracowników jako podniebienie. Bendix-Almgreen umieścił spiralę zębową w przedniej części żuchwy.   

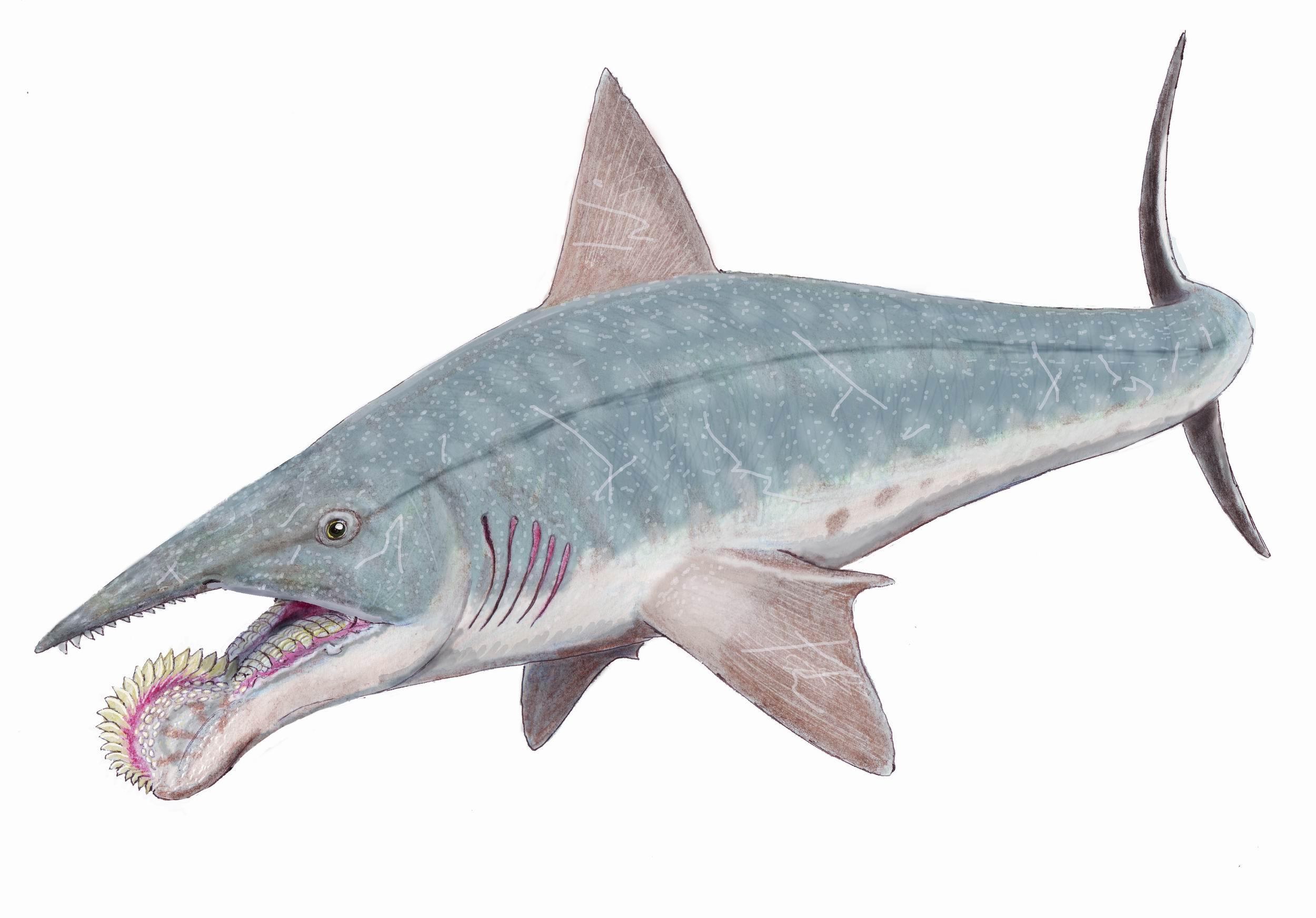
Przestarzała rekonstrukcja helikopriona z długą żuchwą

Rekonstrukcję podobną do tej Bendix-Almgreena przedstawił Lebiediew w 2009 r. Według jego hipotezy spirala zębowa znajdująca się w przedniej części długiej żuchwy dociskała pokarm do podniebienia, które było pokryte drobnymi zębami ułożonymi w rzędach. Tego typu zęby należące do H. davisii (wówczas H. ferrieri) zostały opisane przez Bendix-Almgreena. Są też spotykane u innych Eugeneodontiformes.  
Janvier (1996) także umieścił spiralę zębową w żuchwie, jednak wysunął hipotezę, że budowa szczęk helikopriona była podobna do tej u rodzaju Sarcoprion – według niego spirala zębowa żuchwy znajdowała się pomiędzy dwoma podobnymi rzędami zębów szczęki. Lebiediew (2009) uznał jednak tę hipotezę za wątpliwą. Spirale zębowe zarówno w żuchwie, jak i w szczęce znane są tylko u nielicznych przedstawicieli edestydów – u rodzajów Sarcoprion, Fadenia i Edestus, a te które je posiadały miały szersze, bardziej wytrzymałe spirale niż helikoprion, co umożliwiało im obróbkę pokarmu między spiralami. Ponadto spośród licznych okazów helikopriona nie znaleziono żadnej spirali szczęki.  
W badaniach, których wyniki opublikowano w 2013 r., Tapanila i in. użyli na okazie “Idaho 4” tomografu komputerowego. Badanie to ujawniło, że spirala była podpierana przez chrząstki wargowe i znajdowała się w żuchwie (pomiędzy chrząstkami Meckela), zajmując całą długość łuku żuchwy (inaczej, niż w rekonstrukcjach Bendix-Almgreena i Lebiediewa). Dodatkowo chrząstki wargowe uniemożliwiały zbyt mocne zamknięcie się szczęk, co mogłoby grozić uszkodzeniem mózgoczaszki. Szczęka była utworzona przez trójkątną kość podniebienno-kwadratową. U helikopriona występowało autodiastyliczne połączenie żuchwy z czaszką, charakteryzujące się połączeniem górnej szczęki z mózgoczaszką za pomocą wyrostka sitowego (ethmoid processes) i wyrostka podstawnego (basal processes). Jest to cecha diagnostyczna Euchondrocephali. 

## Paleobiologia

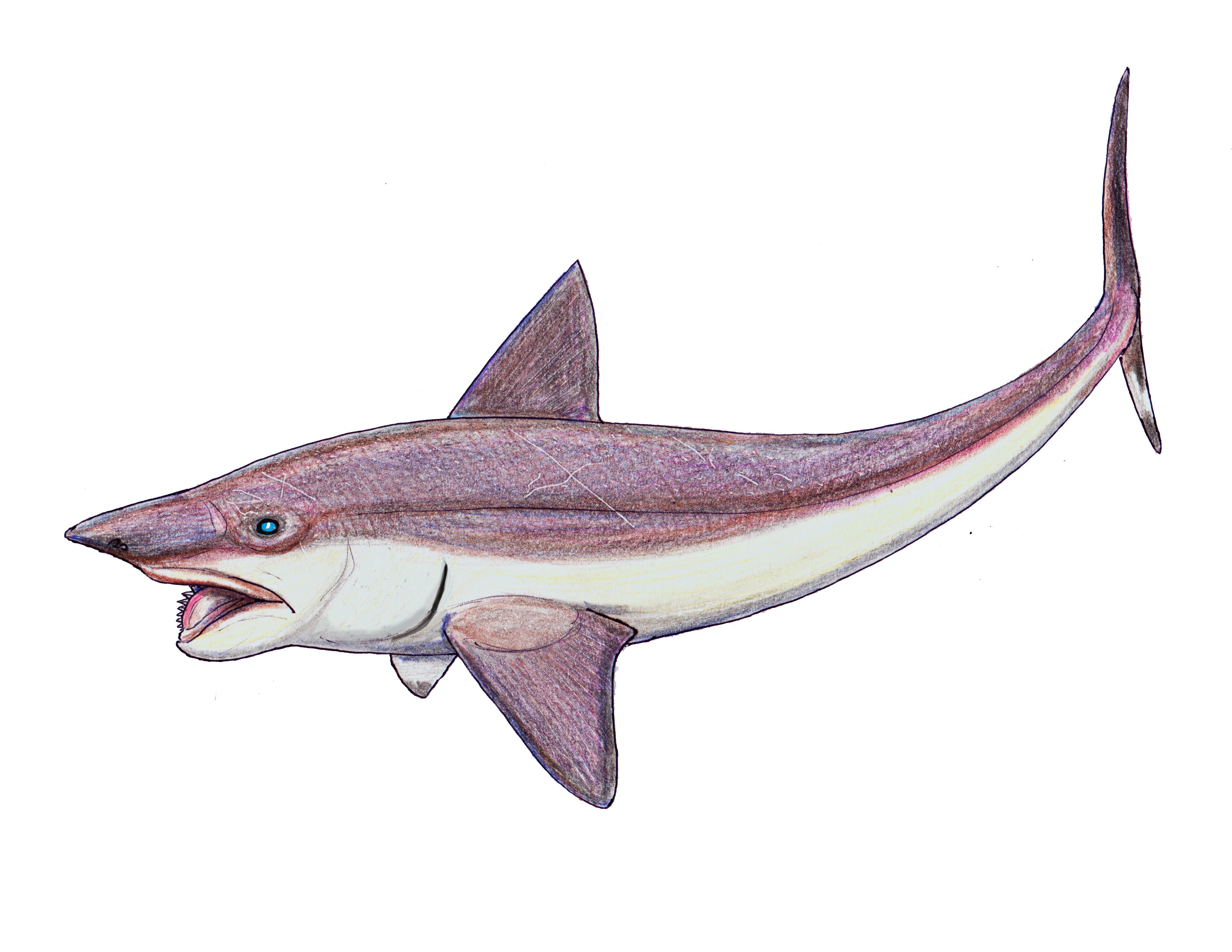
Rekonstrukcja H. bessonovi

Ramsay i in. (2013) zbadali mechanikę szczęk helikopriona w oparciu o okaz “Idaho 4”. Szczęki helikopriona były wąskie, co utrudniało wytwarzanie wystarczającego ciśnienia ssania do wciągania ofiary do szczęk, dlatego drapieżnik ten polegał raczej na gryzieniu pokarmu. Odżywiał się zwierzętami o miękkim ciele, jak głowonogi, o czym może świadczyc brak silnego zużycia guzków na zębach oraz mechanika szczęk. 
Krzywizna zgryzu, w połączeniu z położeniem korony zęba względem stawu żuchwowego, tworzyła skuteczny mechanizm cięcia ciał miękkich ofiar. Zęby w różnych częściach spirali (nie licząc tych pokrytych chrząstką okrywającą i tkanką nabłonkową) mogły mieć różne funkcje podczas gryzienia. Gdy szczęki się zamykały, korony zębów znajdujące się najbardziej z przodu przebijały ofiarę i wciągały ją do pyska, podczas gdy pośrednie korony zębów cięły zdobycz, a korony zębów znajdujące się z tyłu popychały pokarm w kierunku przełyku.
Szczęki helikopriona nie nadawały się do chwytania twardych elementów ciał zwierząt, takich jak muszle – wyślizgiwały się one ze szczęk. Jednak jednoczesne chwytanie tkanek miękkich i ześlizgiwanie się muszli, np. chwytanie ramion i głów głowonogów z muszlą, umożliwiało helikoprionowi wyjmowanie ciał głowonogów z ich muszli.

## Gatunki

### H.bessonowi
Gatunek typowy Helicoprion. Lektotypem jest okaz TsNIGR 1/1865. Skamieniałości H. bessonowi odkryto w Japonii (formacja Tanukihara), Kazachstanie (warstwy Aktasty), Rosji (formacja Diwja) i Stanach Zjednoczonych.
Młodszym synonimem H. bessonowi jest H. nevadensis. Innym potencjalnym synonimem jest H. svalis. Gatunek ten wyróżniono na podstawie okazu PMO A-33961 znalezionego w Norwegii. U tego okazu trzon spirali zębowej przy największych zębach jest niewidoczny, dlatego Tapanila i Pruitt (2013) nie mogli jednoznacznie porównać go z H. bessonowi. Podejrzewają jednak, że H. svalis to tylko duży osobnik H. bessonowi.

### H. davisii
Gatunek, którego skamieniałości odkryto w Australii (warstwy Wandagee), Kanadzie (formacje: Assistance, Van Housen, Rocky Mountain Quartzite), Chinach (formacja Qixia), Meksyku (formacja Patlanoaya) i Stanach Zjednoczonych (formacje Bone Spring, Phosphoria, Skinner Ranch, Word; holotyp H. sierrensis pochodzi prawdopodobnie z formacji Goodhue).
Holotypem jest okaz WAMAG 9080 znaleziony w Australii. Początkowo opisany jako Edestus davisii (Woodward, 1886), później został przypisany do Helicoprion. Synonimami H. davisii są: Edestus davisii, Campyloprion davisii, Lissoprion ferrieri, Helicoprion ferrieri, Helicoprion sierrensis i Helicoprion jingmenense.

### H.ergasaminon
Gatunek znany ze Stanów Zjednoczonych (formacja Phosphoria, Idaho). Holotyp to okaz Idaho 5, który zaginął.

### Gatunki nieważne
H. mexicanus – holotyp tego gatunku (bez podanego numeru katalogowego) zaginął, w związku z tym Tapanila i Pruitt (2013) uznali go za nomen dubium.
H. karpinskii – gatunek nazwany przez Obruczewa w 1953 roku. Nie przedstawił on diagnozy zgodnie z wymogami ICZN, ponadto skamielina zaginęła. Tapanila i Pruitt (2013) uznali więc, że ten gatunek to nomen nudum.

## Systematyka
Ze względu na autodiastyliczne połączenie żuchwy z czaszką jest on zaliczany do Euchondrocephali, a jego najbliższymi żyjącymi obecnie krewnymi są ryby zrosłogłowe. Helikoprion zaliczany jest do rzędu edestydów, nadrodziny Edestoidea i rodziny Helicoprionidae (przez część badaczy nazywanej Agassizodontidae). 

## Występowanie
Helikoprion żył we wczesnym i w środkowym permie, czyli ok. 270–300 milionów lat temu. Skamieniałości tej ryby znaleziono w USA, Kanadzie, Meksyku, Norwegii, Rosji, Kazachstanie, Chinach, Laosie, Japonii i w Australii. Znajdują się tam skały morskie osadzone w ciepłych wodach wybrzeży Pangei i mórz epikontynentalnych. Ponad połowę okazów znaleziono w Idaho, w Górach Skalistych, a jedną czwartą w Rosji na Uralu. 